# Jamie Kennedy
James Harvey Kennedy (Upper Darby (Pennsylvania), 25 mei 1970) is een Amerikaans acteur, rapper en komiek.

## Biografie
Kennedy is de jongste in een gezin met zes kinderen. Hij studeerde acteren en vertrok vervolgens naar Hollywood.
Na enkele keren te hebben opgetreden, brak Kennedy door toen hij in 1996 in Scream te zien was. Kennedy treedt ook op met stand-upcomedy. Zo had hij van 2002 tot en met 2003 zijn eigen televisieserie: The Jamie Kennedy Experiment. Ook was Kennedy te zien in Blowin' Up.
Tegenwoordig is Kennedy vooral in films te zien.
In 2008 nam hij de plaats in van acteur Jay Mohr in de televisieserie Ghost Whisperer. Daarin speelde hij Eli James, een psycholoog die na een bijna-doodervaring geesten kan horen.

## Filmografie
| Jaar       | Titel                                       | Rol                                   | Opmerkingen                                                           |
| ---------- | ------------------------------------------- | ------------------------------------- | --------------------------------------------------------------------- |
| 1989       | Dead Poets Society                          | (onbekend)                            |                                                                       |
| 1994       | VR Troopers                                 | Elmo                                  | Episode: "Cybertron"                                                  |
| 1994       | California Dreams                           | Hiccup Guy Sea Kelp                   | Episode: "Family Tree" Episode: "Junior Achivement"                   |
| 1995       | Unhappily Ever After                        | Stoney / Pony Burger Attendant (stem) | 3 episodes                                                            |
| 1995       | Ellen                                       | Tad                                   | Episode: "Hello, I Must Be Going" Episode: "Do You Fear What I Fear?" |
| 1996       | Romeo + Juliet                              | Sampson                               |                                                                       |
| 1996       | Scream                                      | Randy Meeks                           |                                                                       |
| 1997       | Coax                                        | Jamie                                 | Kortfilm                                                              |
| 1997       | Bongwater                                   | Tommy                                 |                                                                       |
| 1997       | On the Edge of Innocence                    | Luke Canby                            | Tv-film                                                               |
| 1997       | Clockwatchers                               | Eddie                                 |                                                                       |
| 1997       | Perversions of Science                      | Spaceman John                         | Episode: "Panic"                                                      |
| 1997       | Sparkler                                    | Trent                                 |                                                                       |
| 1997       | Scream 2                                    | Randy Meeks                           |                                                                       |
| 1997       | As Good as It Gets                          | Street Hustler                        |                                                                       |
| 1998       | Stricken                                    | Banyon                                |                                                                       |
| 1998       | Starstruck                                  | George Gordon Flynn                   |                                                                       |
| 1998       | The Pass                                    | Deputy Jim Banks                      |                                                                       |
| 1998       | Soundman                                    | Frank's Assistant / Marty (stem)      |                                                                       |
| 1998       | Enemy of the State                          | Jamie                                 |                                                                       |
| 1999       | Bowfinger                                   | Dave                                  |                                                                       |
| 1999       | The Debtors                                 |                                       |                                                                       |
| 1999       | Three Kings                                 | Walter Wogaman                        |                                                                       |
| 2000       | Road to Flin Flon                           | Brad                                  |                                                                       |
| 2000       | Stark Raving Mad                            | Doobs                                 | Episode: "My Bodyguard"                                               |
| 2000       | Boiler Room                                 | Adam                                  |                                                                       |
| 2000       | Scream 3                                    | Randy Meeks                           | Cameo                                                                 |
| 2000       | Bait                                        | Agent Blum                            |                                                                       |
| 2000       | The Specials                                | Amok                                  |                                                                       |
| 2001       | Slacker Cats                                | Buckley (stem)                        | Tv-film                                                               |
| 2001       | Da Möb                                      | Rooster (stem)                        | Tv-serie                                                              |
| 2001       | Dr. Dolittle 2                              | Various (stem)                        |                                                                       |
| 2001       | Jay and Silent Bob Strike Back              | Chaka's Production Assistant          |                                                                       |
| 2001       | Strange Frequency                           | Pete Derek                            | Episode: "A Change Will Do You Good"                                  |
| 2001       | Max Keeble's Big Move                       | Evil Ice Cream Man                    |                                                                       |
| 2001       | Pretty When You Cry                         | Albert Straka                         |                                                                       |
| 2002       | Bug                                         | Dwight                                |                                                                       |
| 2002       | Night Visions                               | Mark Stevens                          | Episode: "Cargo"                                                      |
| 2002-2004  | The Jamie Kennedy Experiment                | Gast                                  | 61 episodes                                                           |
| 2003       | Malibu's Most Wanted                        | Brad 'B-Rad' Gluckman                 |                                                                       |
| 2003       | Sol Goode                                   | Justin Sax                            |                                                                       |
| 2003       | King of the Hill                            | Dr. Tim Rast (stem)                   | Episode: "Queasy Rider"                                               |
| 2004       | King of the Hill                            | Fudgie / Police Chief (stem)          | Episode: "Phish and Wildlife"                                         |
| 2004       | Crank Yankers                               | Wally Palumbo (stem)                  | Episode: "2.23"                                                       |
| 2004       | Harold & Kumar Go to White Castle           | Creepy Guy (geen vermelding)          |                                                                       |
| 2005       | Son of the Mask                             | Tim Avery                             |                                                                       |
| 2005       | Dinotopia: Quest for the Ruby Sunstone      | Spazz (stem)                          |                                                                       |
| 2005       | Living With Fran                            | TV Announcer                          | Episode: "Who's the Parent?"                                          |
| 2006       | Farce of the Penguins                       | Jamie (stem)                          |                                                                       |
| 2006       | Wild 'n out                                 | Zichzelf                              |                                                                       |
| 2006       | Mind of Mencia                              | Will Pillowbiter                      | Episode: "Stereotype Olympics"                                        |
| 2007       | Me & Lee?                                   | Joel                                  | Tv-film                                                               |
| 2007       | Kickin' It Old Skool                        | Justin Schumacher                     |                                                                       |
| 2007       | Living With Fran                            | Alan                                  | Episode: "School Ties"                                                |
| 2007       | Criminal Minds                              | Floyd Feylinn Ferell                  | Episode: "Lucky"                                                      |
| 2007       | Larry the Cable Guy's Christmas Spectacular | Ghost of Christmas Past               | Tv-film                                                               |
| 2008       | Reaper                                      | Ryan Milner                           | Episode: "Hungry for Fame"                                            |
| 2008       | Extreme Movie                               | Mateus                                |                                                                       |
| 2008-2010  | Ghost Whisperer                             | Eli James                             | 45 episodes                                                           |
| 2009       | Finding Bliss                               | Dick Harder                           |                                                                       |
| 2009       | Curious George 2: Follow That Monkey!       | 'Danno' Wolfe (stem)                  |                                                                       |
| 2009-2011  | Fanboy and Chum Chum                        | Kyle / Fankylechum                    | 4 episodes                                                            |
| 2009-heden | The Cleveland Show                          | Various (stem)                        | 15+ episodes                                                          |
| 2010       | Cafe                                        | Dealer                                |                                                                       |
| 2010       | Eureka                                      | Dr. Ramsey                            | Episode: "The Story of O2"                                            |
| 2011       | Spring Break '83                            | Ballzack                              |                                                                       |
| 2012       | Bending the Rules                           | Theo Gold                             | Post-productie                                                        |
| 2012       | Good Deeds                                  | Mark Freeze                           | Voltooid                                                              |
| 2012       | Lost and Found in Armenia                   | Bill                                  | Pre-productie                                                         |

- Bibliothèque nationale de France: cb15043241j (data)
- Gemeinsame Normdatei: 141222220
- International Standard Name Identifier: 0000 0001 1447 175X
- Library of Congress Control Number: no98014515
- MusicBrainz: a1e1ceb3-0ca4-462d-9db6-8f3f3b8e7988
- Nationale Bibliotheek van Tsjechië: xx0222109
- Nationale Bibliotheek van Israël: 987011218094005171
- Nationale Bibliotheek van Polen: a0000001615276
- Nederlandse Thesaurus van Auteursnamen: 142902853
- Virtual International Authority File: 68542537
- WorldCat: E39PBJtCFHjRRB9gRfWrPKTGpP